# Open Grave

Open Grave este un film SF american din 2013 regizat de Gonzalo López-Gallego. În rolurile principale joacă actorii Joseph Morgan, Sharlto Copley, Thomas Kretschmann.

## Prezentare
Un om se trezește fără memorie într-o groapă deschisă plină de cadavre.

## Actori
- Sharlto Copley ca John
- Josie Ho ca „Brown Eyes”
- Thomas Kretschmann ca Lukas
- Joseph Morgan ca Nathan
- Erin Richards ca Sharon
- Max Wrottesley

## Producție
Filmările au avut loc în luna mai 2012 în Ungaria.